# Calea ferată de mare viteză Hanovra-Würzburg

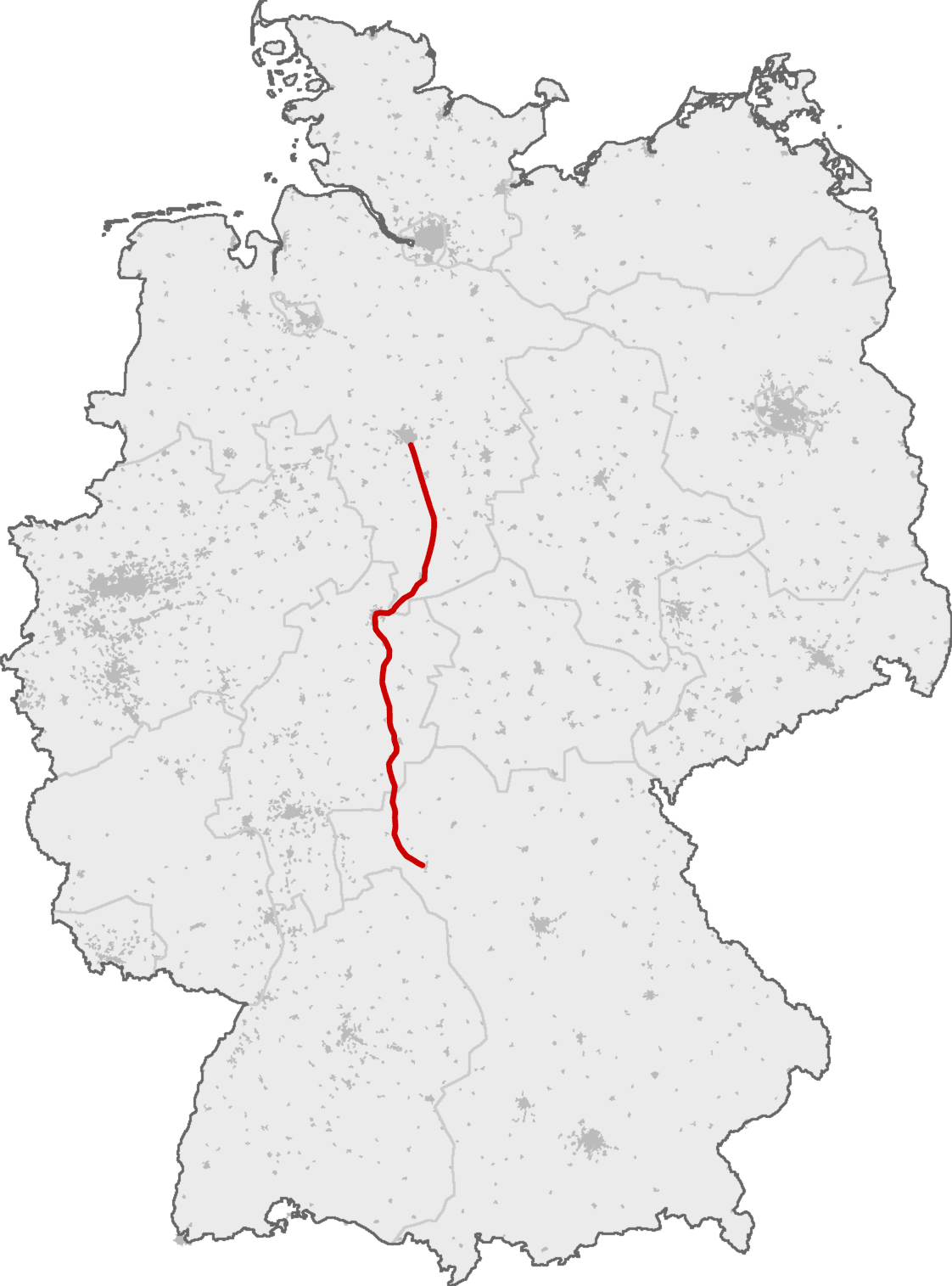
Linia de cale ferată de mare viteză Hanovra-Würzburg

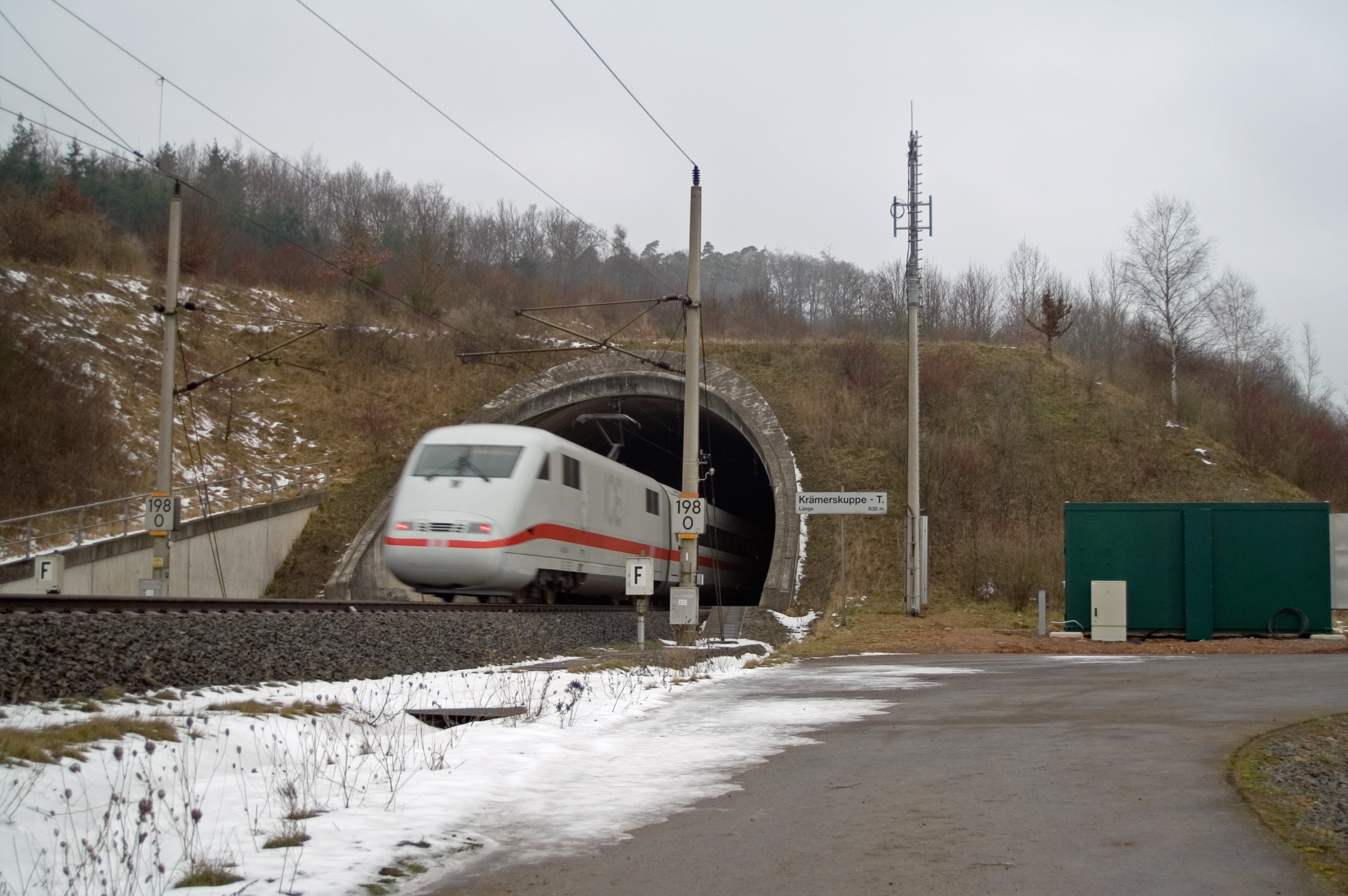
Tren ICE ieşind din tunel

Calea ferată Hanovra-Würzburg (Schnellfahrstrecke Hannover–Würzburg) este prima și cea mai lungă cale ferată de mare viteză construită în Germania, pentru trenurile InterCityExpress. Ea leagă orașele Hanovra și Würzburg, trecând prin Göttingen, Kassel și Fulda. Construcția a început în 1973 și s-a încheiat în 1991. Calea ferată are o lungime de 327 km și a costat aproximativ 40 milioane DM per kilometru.
Datorită necesităților traficului de mare viteză și a reliefului deluros, a fost nevoie de construcția a 61 de tuneluri și a 10 viaducte. Din cei 327 km, 120 km se află în tuneluri. Cele mai lungi tuneluri sunt Landrückentunnel, la sud de Fulda (10.779 m), și Mündener Tunnel (10.525 m)
Viteza standard de rulare a trenurilor este de 250 km/h. Pe 1 mai 1988 un tren ICE a atins viteza — record pe calea ferată la acea vreme — de 406,9 km/h, pe sectorul Fulda-Würzburg.